# Onderaan beginne
 Onderaan beginne is een album van Rowwen Hèze. Het album werd opgenomen in Kabaal Studio in Haarlem en Studio Tren in Sevenum en werd in 2021 uitgebracht door Modestus Records BV. Het lied De berge van Bob is een eerbetoon aan de Amerikaanse landschapsschilder Bob Ross, waar Museum MORE in 2020 een tentoonstelling organiseerde van zijn werk en dat de aanleiding vormde voor dit nummer.

## Hoes
Het hoesontwerp is van Le Studio ontworpen door Dimitry Hamelink. De foto's in de hoes zijn van Hans-Peter van Velthoven.

## Nummers
| 1.                 | Onderaan beginne        | Jack Poels                                | 2:32 |
| 2.                 | Hoe lang nog            | Jack Poels                                | 3:13 |
| 3.                 | De berge van Bob        | Jack Poels                                | 2:55 |
| 4.                 | De troan                | Jack Poels,                               | 3:58 |
| 5.                 | End van 't touw         | Jack Poels                                | 3:03 |
| 6.                 | Ierst gedoan            | Jack Poels                                | 3:07 |
| 7.                 | Bruid op bloete veut    | Tren van Enckevort, Jack Poels            | 4:50 |
| 8.                 | Te vroeg um te vertelle | Jack Poels                                | 3:31 |
| 9.                 | Stap vur stap           | Jack Poels                                | 2:54 |
| 10.                | Engelbewaarder          | Angelo de Rijke, Leo Alkemade, Jack Poels | 2:50 |
| 11.                | 'T rijk allien          | Jack Poels                                | 2:57 |
| 12.                | Begin 'n band           | Jack Poels, Tren van Enckevort            | 2:55 |
| Totale duur: 38:45 |                         |                                           |      |

## Muzikanten
De credits op de albumhoes vermelden:
- Jack Poels – zang, gitaar
- Tren van Enckevort – accordeon, piano, percussie en zang
- Martîn Rongen – drums, percussie
- Wladimir Geels – basgitaar, contrabas, zang
- Theo Joosten – gitaar, mandoline, zang
- Jack Haegens – trompet, bugel
- Ruud Brouns – trombone
- Erik Brouns – saxofoon
- Frank van Essen – viool

Koor:
- Karlijn van Dinther, Mirriam Roodbeen, Ruud Brouns, Erik Brouns

Arrangeurs: 
- Hub Boesten, Frank van Essen, Tren van van Enckevort